# Üyüklütatar, Edirne
Üyüklütatar là một xã thuộc thành phố Edirne, tỉnh Edirne, Thổ Nhĩ Kỳ. Dân số thời điểm năm 2011 là 765 người.